# Orion (X Ambassadors)
Orion è il secondo album in studio del gruppo musicale statunitense X Ambassadors, pubblicato nel 2019.

## Tracce
1. Hey Child – 3:28
2. Confidence (featuring K.Flay) – 2:53
3. Quicksand – 3:09
4. Boom – 2:44
5. Rule – 3:25
6. History – 4:17
7. Recover – 3:32
8. Wasteland – 3:08
9. Shadows – 3:14
10. I Don't Know How to Pray – 2:13
11. Hold You Down – 3:17

## Formazione
- Sam Harris – voce, cori, chitarra, basso
- Casey Harris – piano, cori, tastiera, sintetizzatore
- Adam Levin – batteria, percussioni